# Giải bóng đá vô địch quốc gia Tajikistan 2000
Giải bóng đá vô địch quốc gia Tajikistan là giải bóng đá cao nhất của Liên đoàn bóng đá Tajikistan, thành lập năm 1992.  Đây là thống kê của Giải bóng đá vô địch quốc gia Tajikistan mùa giải 2000.

## Bảng xếp hạng
| VT | Đội                     | ST | T  | H | B  | BT  | BB  | HS  | Đ  |
| -- | ----------------------- | -- | -- | - | -- | --- | --- | --- | -- |
| 1  | Varzob Dushanbe (C)     | 34 | 27 | 6 | 1  | 111 | 22  | +89 | 87 |
| 2  | Regar-TadAZ             | 34 | 23 | 8 | 3  | 83  | 23  | +60 | 77 |
| 3  | Khujand                 | 34 | 21 | 5 | 8  | 94  | 37  | +57 | 68 |
| 4  | CSKA Pamir Dushanbe     | 34 | 15 | 7 | 12 | 54  | 51  | +3  | 52 |
| 5  | Panjshir                | 34 | 14 | 5 | 15 | 57  | 63  | −6  | 47 |
| 6  | Khoja Karimov Gazimalik | 34 | 14 | 3 | 17 | 47  | 61  | −14 | 45 |
| 7  | Vakhsh Qurghonteppa     | 34 | 10 | 3 | 21 | 57  | 83  | −26 | 33 |
| 8  | Ravshan Kulob           | 34 | 9  | 6 | 19 | 54  | 74  | −20 | 33 |
| 9  | Umed Dushanbe           | 18 | 2  | 3 | 13 | 21  | 65  | −44 | 9  |
| 10 | Lokomotive Dushanbe     | 34 | 1  | 6 | 27 | 19  | 111 | −92 | 9  |

1. ↑  Cuối nửa sau mùa giải, Saddam Sarband bỏ giải và không đóng phạt. Để giữ nguyên cấu trúc các vòng đấu, Umed Dushanbe được cho phép thi đấu.

## Vua phá lưới
| Thứ hạng | Cầu thủ         | Câu lạc bộ  | Bàn thắng |
| -------- | --------------- | ----------- | --------- |
| 1        | Mansur Khakimov | Khujand     | 28        |
| 2        | P.Burkhanov     | Regar-TadAZ | 20        |
| 3        | B.Zakirov       | Panjsher    | 18        |
| 4        | Ashurmamadov    | Varzob      | 17        |
| 5        | Kh.Zardov       | Varzob      | 16        |